# Жолоби (Тульчинський район)
Жолоби — село в Україні, у Томашпільській селищній громаді Тульчинського району Вінницької області. Населення становить 347 осіб.

## Історія
7 (20) листопада 1917 року, відповідно до Третього Універсалу Української Центральної Ради, увійшло до складу Української Народної Республіки.
Під час передвиборчої кампанії 1926-1927 років 33 громадян у селі було позбавлено виборчих прав, про що свідчить список, підписаний головою сільвиборчкому.
12 червня 2020 року, відповідно до Розпорядження Кабінету Міністрів України від  № 707-р «Про визначення адміністративних центрів та затвердження територій територіальних громад Вінницької області», увійшло до складу Томашпільської селищної громади.
19 липня 2020 року, в результаті адміністративно-територіальної реформи та ліквідації  Томашпільського району, увійшло до складу новоутвореного Тульчинського району.

## Населення
За даними перепису населення 2001 року у селі проживали 347 осіб.
Рідною мовою назвали:
| Мова       | Кількість осіб | Відсоток |
| ---------- | -------------- | -------- |
| українська | 341            | 98,27 %  |
| молдавська | 4              | 1,15 %   |
| російська  | 2              | 0,58 %   |

## Відомі люди
- Бабій Олекса — український військовий діяч, поручник Армії УНР. Кавалер орденів Хрест Симона Петлюри та Воєнний хрест.
- Нагірняк Дмитро — радянський військовий діяч, Герой Радянського Союзу.
- Шмаров Валерій Миколайович — український політик, 3-й Міністр оборони України.
- Яструбецький Гнат Васильович — український мистецтвознавець, адміністратор Першої мандрівної капели Дніпросоюзу. Член Музичного товариства імені Миколи Леонтовича.